# Distretto di Las Pirias
Il distretto di Las Pirias è uno dei dodici distretti  della provincia di Jaén, in Perù. Si trova nella regione di Cajamarca e si estende su una superficie di 60,41 chilometri quadrati.

Istituito il 4 gennaio 1985, ha per capitale la città di Las Pirias; al censimento 2005 contava 3.899 abitanti.